# Caluequedam
De Caluequedam is een stuwdam in Angola, aan de grens met Namibië bij de plaats Ruacana. De dam ligt in de Kunenerivier. 
Bij voldoende capaciteit worden de sluizen deels opengezet en komt de waterval van Ruacana tot leven. Het water uit het stuwmeer wordt via een kanaal naar het dichtbevolkte noorden van Namibië afgevoerd.